# 고사촬요 (역사서)
《고사촬요》(故事撮要)는 조선 후기에 편찬된 역사서이다. 광해군 재위 시기 인목대비의 서궁(西宮) 유폐 등 각종 사건을 기사본말체(紀事本末體) 형식으로 정리하였다. 3권(천·지·인) 3책.

## 개요
간행 시기는 본문의 마지막 수록 내용이 대체로 숙종 대에서 그치고 있는데, 2권의 '문묘승출'(文廟陞黜)의 내용 중 숙종 7년(1681년) 9월에 성균관 유생 이연보(李延普) 등이 상소를 올린 사실을 언급하면서 숙종을 '금상'(今上)이라 부르는 부분이 있어서 숙종 연간(1674년~1720년) 이후에 필사된 것으로 추정된다.
내용은 광해군대 인목대비(1584~1632)의 서궁 유폐 사건을 서술한 '서궁폐론'(西宮廢論)을 시작으로, 인조 2년(1624년)에 있었던 이괄(李适, 1587~1624)의 반란을 서술한 '갑자역변'(甲子逆變), 정묘호란(1627년)을 서술한 '정묘노란'(丁卯虜難), 조선 전기의 이이(李珥, 1536~1584), 성혼(成渾, 1535~1598) 등 조선과 중국의 유학자를 문묘에 배향 또는 축출한 사실을 기록한 '문묘승출'(文廟陞黜), 숙종 20년(1694년) 인현왕후 복위 문제를 기록한 '중궁복위'(中宮復位) 등이 수록되었고 조선 태조의 5대조인 이양무(李陽茂)와 부인 이씨의 무덤을 찾아서 단장한 기록인 '황지사적'(黃池事蹟)으로 맺고 있다. 각 사건의 기술 방식은 기사본말체를 따르고 있다.